# Leptostyloides calcar
Leptostyloides calcar är en kräftdjursart som beskrevs av Jones 1969. Leptostyloides calcar ingår i släktet Leptostyloides och familjen Diastylidae. Inga underarter finns listade i Catalogue of Life.